# غیرت بستکی
محمد علی غیرت (۱۳۰۱ – ۴ تیر ۱۳۷۲) با نام کامل محمد علی بن محمد حسن بن مصطفی خان بستکی، متخلص به غیرت بستکی، از شعراء معروف منطقه شهرستان بستک هرمزگان در جنوب ایران بود. 

## زندگی
غیرت بستکی در سال ۱۳۰۱ خورشیدی در خانواده‌ای از اهل علم و قلم در قصبهٔ بستک پا به عرصه وجود نهاد. تعالیم خود نزد پدر و در مکتبخانه‌های محلی آن روزگار آغاز نموده و به فراگرفتن قرآن و حدیث و ادبیات فارسی و عربی پرداخت. «غیرت» اولین شعرش را در چهارده سالگی تحت عنوان «حُب آل عبا» سروده‌است.
غیرت بستکی از سرسوز و درد و عشق شعر گفته‌است. قالب شعرش مثنوی، غزل، قصیده، قطعه و دوبیتی بود و به زبان فارسی و گویش بستکی سروده‌است.

## سفر به بحرین
شاعر در سال ۱۳۲۴ خورشیدی سفری به کشور بحرین داشته‌است که مدت پنج سال درآنجا ماندگار می‌شود. سپس در سال ۱۳۲۹ خورشیدی دوباره به زادگاهش بستک باز می‌گردد. او سالهای آخر عمر را در بستک به عبادت وسرودن شعر گذراند.

## تبارنامه
محمد علی بن محمد حسن  بن مصطفی خان بن احمد خان بن محمد رفیع خان بن هادی خان بن شیخ محمد خان بزرگ بن عبدالقادر بستکی، شیخ حسن بستکی، شیخ محمد کبیر، شیخ ناصر الدین، شیخ محمد، شیخ جابر، شیخ اسماعیل رابع، شیخ عبدالغنی، شیخ اسماعیل ثالث، شیخ عبدالرحیم عفیف الدین، شیخ عبدالسلام خنجی، شیخ عباس، شیخ اسماعیل ثانی، حمزه، احمد، محمد، هارون، مهدی، مرشد، محمود، احمد، علی، مبارک، عبدالسلام، سعید، عبدالغنی، طلحه، احمد، اسماعیل، سلیمان، محمد علی، عبدالله (حَبر الأُمَة) ابن عباس بن عبدالمطلب القرشی بن هاشم بن عبد مناف.

## وفات
محمد علی غیرت بستکی، شاعر معروف در روز جمعه چهارم تیرماه ۱۳۷۲ خورشیدی برابر با چهارم محرم الحرام ۱۴۱۴ قمری در بستک درگذشت و در همان‌جا دفن گردید.

## نمونهٔ اشعار
| جمـال عالم‌آرای توای مهـتاب زیبـایی       |  | دگرگون ساخت رسم عشق و آئین شکیبایی      |
| ندیدم هرکجا رفتم چو «بستک» جلگه‌ای زیبا   |  | به چشم عاشق مجنون چه زیباتر ز لیلایی    |
| شکوه کوه گاه‌بست و جمال قلعه گچ بین       |  | تمام دره و دشتش صفابخش و تماشایی        |
| ز کوه هرمزان چون ماه بدر آید برون بنگر   |  | کند «بستک» سراسر غرق در دریای زیبایی    |
| خدایا «بستک» اندر امن و ایمان دار معمورش |  | ندارم بهـتر از ایمـان و آسایش تمـنایی   |
| بسان «غیرت بستک» قلم آهسته‌تر گردان       |  | تورا یارا کجا باشد که ماه و خور بیارایی |